# Stardust@home

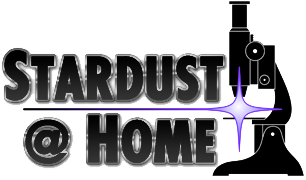
Stardust@home 로고

Stardust@home은 일반 시민들을 위한 과학 프로젝트로, 스타더스트 탐사선이 채집한 표본의 사진 중에서 작은 성간 먼지의 충돌 흔적을 찍은 사진을 찾아내는 것이었다. 프로젝트는 2006년 8월 1일 데이터 취급을 시작하였다.
2000년 2월~5월부터 2002년 8월~12월까지 스타더스트 탐사선은 "스타더스트 성간 먼지 채집기"를 작동시켜 총 면적 0.1 m², 깊이 1~3 cm 두께의 에어로젤에 성간 먼지를 채집하였다. 이 때 사용한 에어로젤 속에서 성간 먼지의 충돌 흔적을 잡아내기 위해, 70만 개 이상의 에어로젤 구역이 일일이 눈으로 확인되어야 하였다. Stardust@home 프로젝트는 이 과정을 분산 컴퓨팅 프로젝트들과 다르게 많은 컴퓨터들의 힘을 빌리지 않고 자원 봉사자, 즉 사람의 힘을 빌려 진행하려고 하였다. 이는 기존의 화성의 충돌구들을 찾기 위한 Clickworkers 프로젝트와 비슷한 생각이었다.

## 기여
기여자들은 기여하기 위해서는 등록 후 튜토리얼을 한 후, 시험을 봐서 자격을 얻어야 했다. 등록한 다음 시험을 통과하면 기여자들은 웹을 기반으로 하는 "가상 현미경"을 보게 되고, 마우스 조작을 통해 성간 먼지의 충돌 자국을 찾을 수 있었다. 총 132개의 에어로젤 블록은 70만 개가 넘는 구역으로 나누어졌고, 각 구역은 40개의 이미지로 처리되어 일종의 "영상"으로 만들어졌다.
기여자에게 주는 인센티브로서, 프로젝트의 첫 다섯 단계 동안은 먼지의 첫 번째 발견자가 먼지 입자의 이름을 지을 수 있게 해 주었고, 해당 먼지 입자를 이용한 연구에서 발견자가 공동 저자로서 등재될 수 있게 하였다.

이 "영상"은 스타더스트 에어로젤 안의 입자 궤적이 어떻게 보이는지를 보여준다. 영상은 스타더스트 튜토리얼 "가상 망원경"에서 볼 수 있다.
튜토리얼은 러시아 우주정거장 미르에서 잡힌 외계 입자와 독일의 밴더그래프 발전기를 이용해 먼지를 가속시켜 만든 궤적을 사용한다. 실제 성간 먼지의 궤적은 튜토리얼과 다르게 더 깊거나 더 얇게, 더 넓거나 좁게 나타날 수 있다.

## 단계
Stardust@home은 여섯 단계로 나누어졌다. 2006년 8월 1일 1단계가 대중에게 공개되었고, 2단계가 2007년 8월, 3단계가 2010년 3월, 4단계가 2011년 7월, 5단계가 2012년 5월, 6단계가 2013년 6월이었다.
6단계에서는 여덞 개의 에어로젤 타일을 재처리하여 만든 3만 개가 넘는 새로운 "영상"이 포함되었다. 점수를 얻는 방법 또한 업데이트되었었고, 다른 단계들과 다르게 최초 발견자가 먼지에 이름을 붙인다거나 논문에 공저자로 올라간다는 인센티브가 사라졌다.

## 같이 보기
- 크라우드소싱
- SETI@home